# Liste der Biografien/Zas
Liste der Biografien |
Portal Biografien |
Personensuche
# |
A |
B |
C |
D |
E |
F |
G |
H |
I |
J |
K |
L |
M |
N |
O |
P |
Q |
R |
S |
T |
U |
V |
W |
X |
Y |
Z |
?
 
Za |
Zb |
Zc |
Zd |
Ze |
Zf |
Zg |
Zh |
Zi |
Zj |
Zk |
Zl |
Zm |
Zn |
Zo |
Zr |
Zs |
Zu |
Zv |
Zw |
Zy |
Zz
 
Zaa |
Zab |
Zac |
Zad |
Zae |
Zaf |
Zag |
Zah |
Zai |
Zaj |
Zak |
Zal |
Zam |
Zan |
Zao |
Zap |
Zaq |
Zar |
Zas |
Zat |
Zau |
Zav |
Zaw |
Zax |
Zay |
Zaz
Die Liste der Biografien führt alle Personen auf, die in der deutschsprachigen Wikipedia einen Artikel haben. Dieses ist eine Teilliste mit 66 Einträgen von Personen, deren Namen mit den Buchstaben „Zas“ beginnt.

## Zas

### Zasa
- Zasada, Artur (* 1969), polnischer Politiker
- Zasada, Sobiesław (* 1930), polnischer Rallyefahrer und Industrieller
- Zasano, Zohar (* 2001), israelischer Fußballspieler

### Zasc
- Zasche, Gertrud (1920–2014), deutsche Schriftstellerin
- Zasche, Gregor (1938–2024), deutscher Ordensgeistlicher, Abtpräses der Bayerischen Benediktinerkongregation
- Zasche, Josef (1871–1957), deutsch-böhmischer Architekt
- Zasche, Theo (1862–1922), österreichischer Maler und Karikaturist
- Zaschka, Engelbert (1895–1955), deutscher Ingenieur, Konstrukteur, Erfinder und HubschrauberpionierEngelbert Zaschka (1895–1955)

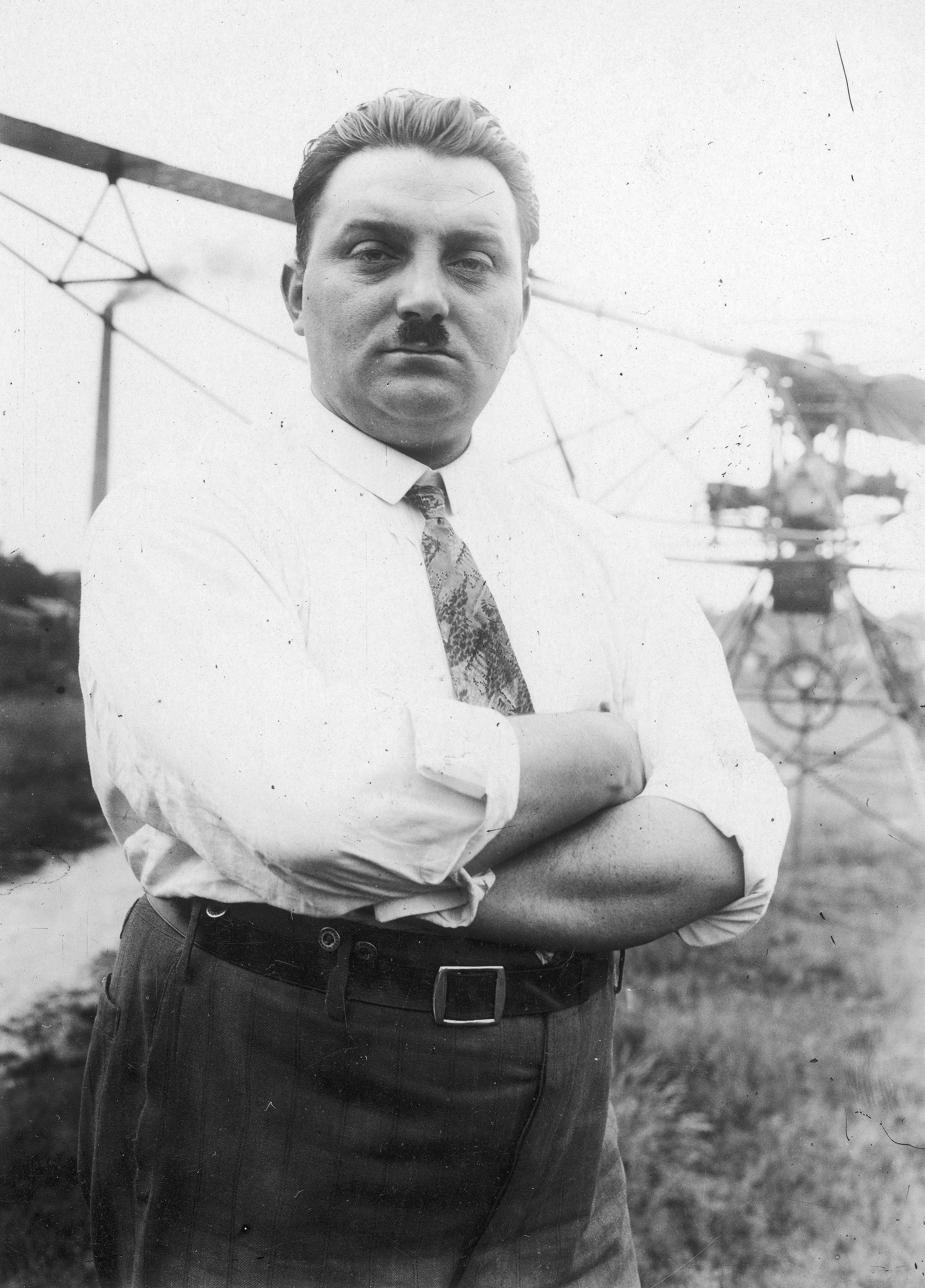
Engelbert Zaschka (1895–1955)

- Zasčiurinskas, Mečislovas (* 1946), litauischer Politiker (Seimas)

### Zasi
- Zasimauskaitė, Ieva (* 1993), litauische Sängerin
- Zasina, Roksana (* 1988), polnische Ringerin
- Zasius, Johann Ulrich (1521–1570), Vizekanzler des Heiligen Römischen Reiches, kaiserlicher Unterhändler
- Zasius, Ulrich (1461–1535), deutscher Jurist und Humanist

### Zask
- Zaske, Nikolaus (1926–2014), deutscher Kunsthistoriker und Hochschullehrer
- Zaske, Werner (* 1961), deutscher Leichtathlet

### Zasl
- Zaslavskiy, Ilya Iosifovich (* 1960), russischer Politiker und Aktivist
- Zaslavsky, Victor (1937–2009), sowjetischer Soziologe
- Zaslaw, Neal (* 1939), US-amerikanischer Musikwissenschaftler
- Zasławski, Władysław Dominik (1618–1656), Fürst, Großgrundbesitzer und Kronstallmeister
- Zaslofsky, Max (1925–1985), US-amerikanischer Basketballspieler
- Zaslow, Michael (1944–1998), US-amerikanischer Film- und Theaterschauspieler sowie Drehbuchautor

### Zaso
- Zasowk, Ronny (* 1986), deutscher Politiker (NPD)Ronny Zasowk (* 1986)

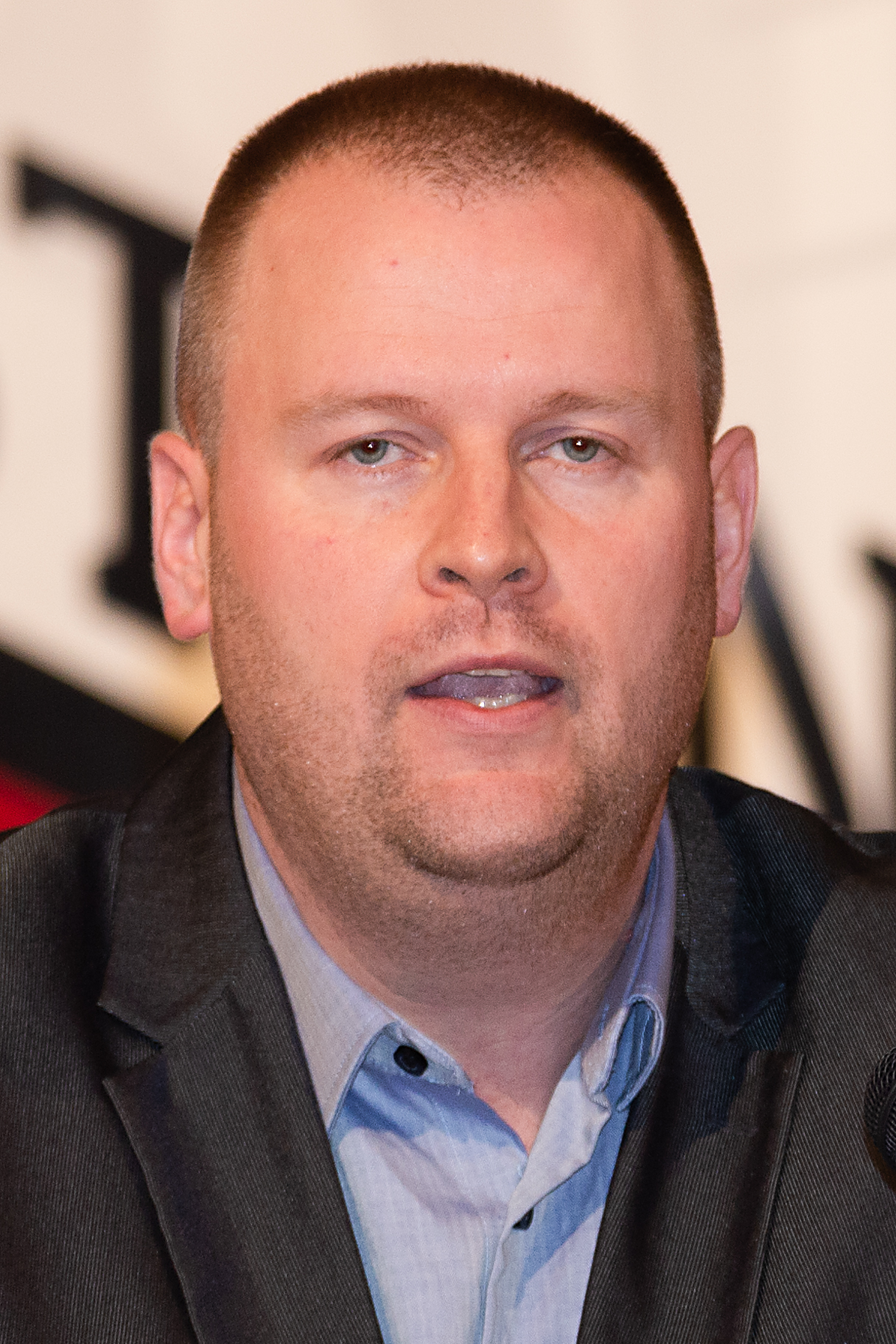
Ronny Zasowk (* 1986)

### Zasp
- Zaspel, Arno († 1931), deutscher Motorradrennfahrer
- Zaspel, Manfred (* 1948), deutscher Fußballspieler
- Zaspel, Max (* 1914), deutscher Polizeioffizier

### Zass
- Zass, Thomas (* 1989), österreichischer Volleyball-Nationalspieler
- Zassenhaus, Hans Julius (1912–1991), deutsch-amerikanischer Mathematiker
- Zassenhaus, Herbert (1910–1988), deutsch-US-amerikanischer Finanzwissenschaftler
- Zassenhaus, Hiltgunt (1916–2004), deutsch-US-amerikanische Ärztin und Autorin
- Zassi, Filoteo (1654–1726), griechisch-katholischer Erzbischof und Apostolischer Vikar
- Zassimova, Anna, deutsch-russische Pianistin, Musikwissenschaftlerin, Musikpädagogin und Kunsthistorikerin

### Zast
- Zastěra, Franz (1818–1880), österreichischer Maler und Kupferstecher
- Zástěra, Jan (* 1984), tschechischer Komponist, Dirigent, Chorleiter, Organist, Forscher, und Übersetzer
- Zastrau, Eberhard (1954–2012), deutscher Politiker (FDP, SPD, Piraten) und Aktivist
- Zastrau, Fritz (1837–1899), deutscher Architekt und preußischer Baubeamter
- Zastrau, Walter (* 1935), deutscher Fußballspieler
- Zastro, Otto (1632–1693), Kammerjunker und Amtshauptmann
- Zastrow, August Friedrich Wilhelm Franz von (1749–1833), preußischer Generalmajor
- Zastrow, August von (1833–1896), preußischer Verwaltungsjurist und Landrat
- Zastrow, Berengar von (1876–1951), deutscher Kolonialbeamter und Rittergutsbesitzer
- Zastrow, Bernhard Asmus von (1696–1757), preußischer Generalmajor
- Zastrow, Carl (1836–1903), deutscher Autor und Schriftsteller
- Zastrow, Caspar Wilhelm Philipp von (1740–1824), sächsischer Generalleutnant, Kommandant der Festung Königstein, Chef eines Kürassierregiments
- Zastrow, Christian von (1705–1773), deutscher Offizier, zuletzt Generalleutnant im Kurfürstentum Braunschweig-Lüneburg
- Zastrow, Christoph von (1594–1636), deutscher Jurist, Direktor des Stettiner Hofgerichts
- Zastrow, Ernst von (1858–1926), preußischer General der Infanterie
- Zastrow, Georg Ludwig von (1710–1762), herzoglich braunschweig-lüneburgischer Generalmajor
- Zastrow, Georg von (1846–1907), preußischer Generalmajor
- Zastrow, Heinrich Adolf von (1801–1875), preußischer General der Infanterie
- Zastrow, Hermann (1819–1880), deutscher Jurist und Kommunalpolitiker
- Zastrow, Holger (* 1969), deutscher Politiker (parteilos, FDP), MdLHolger Zastrow (* 1969)

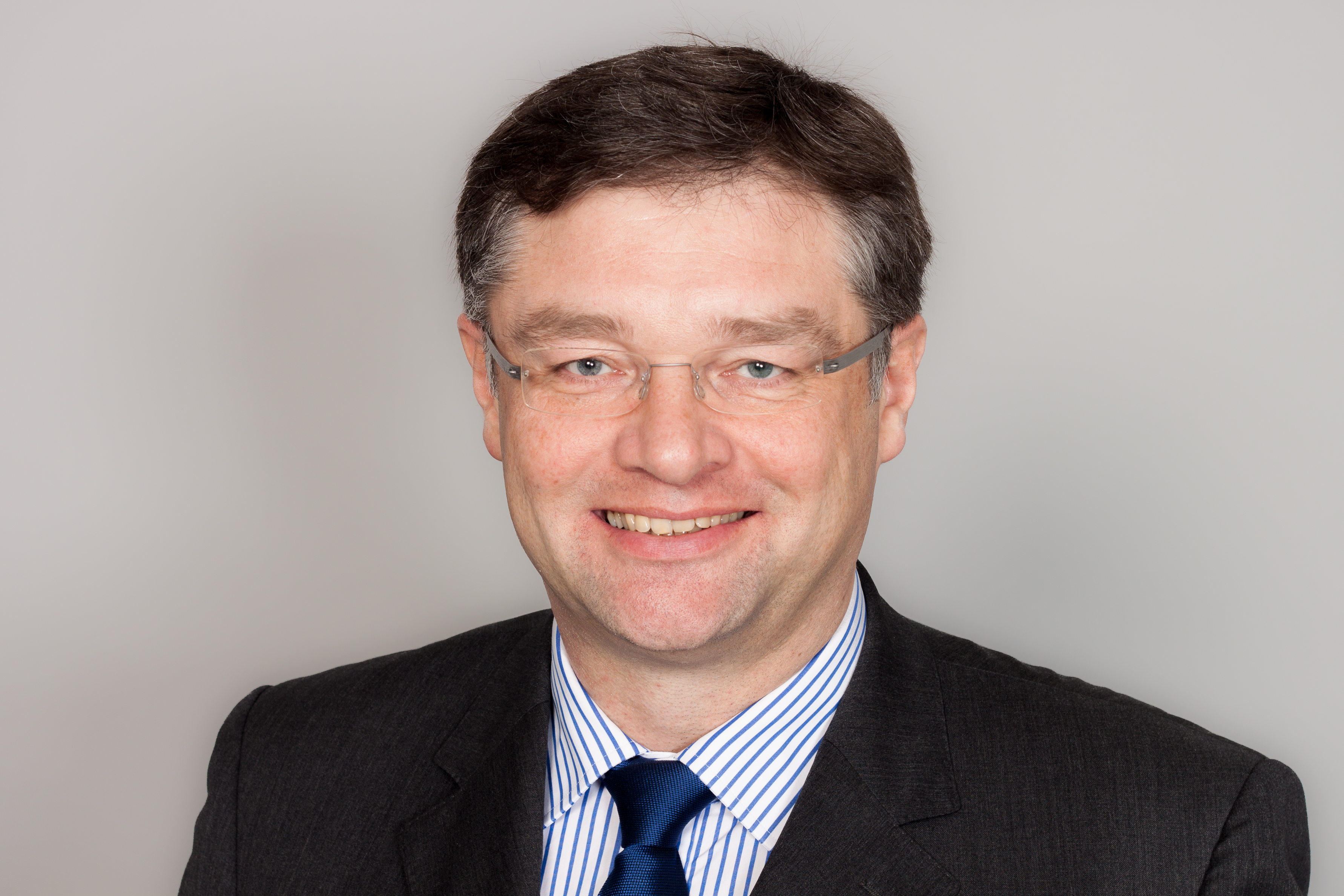
Holger Zastrow (* 1969)

- Zastrow, Jakob Rüdiger von (1707–1782), preußischer Generalmajor
- Zastrow, Johann (1573–1647), Landrentmeister und Kammerrat im Herzogtum Pommern
- Zastrow, Johann Wenzel von (1717–1773), preußischer Generalmajor
- Zastrow, Julius von (1802–1884), preußischer Generalmajor
- Zastrow, Karl Ludwig von (1784–1835), preußischer Generalmajor
- Zastrow, Klaus-Dieter (* 1950), deutscher Hygienemediziner
- Zastrow, Leopold von (1702–1779), preußischer, später hessen-kasselscher Generalleutnant
- Zastrow, Ludwig von (1680–1761), kurfürstlich braunschweig-lüneburgischer General der Infanterie und Kommandeur von Stade
- Zastrow, Mitja (* 1977), deutsch-niederländischer Schwimmer
- Zastrow, Volker (* 1958), deutscher Journalist und Sachbuchautor
- Zastrow, Wilhelm von (1752–1830), preußischer General der Infanterie
- Zastrow, Wilhelm von (1769–1854), preußischer Generalmajor
- Zastrow, Wilhelm von (1779–1842), preußischer Generalleutnant
- Zastrow, Wilhelm von (1833–1906), preußischer Generalleutnant
- Zastupnevich, Paul (1921–1997), US-amerikanischer Kostümbildner